# Dotazníkové šetření
Dotazníkové šetření je jedna z kvantitativních metod výzkumu veřejného mínění, která je hojně využívána v sociologii. Tato metoda se také často používá i v dalších oborech např. v psychologii, kulturní a sociální antropologii, managementu, marketingu, prognostice, demografii a v poradenství.
Výzkumy prováděné pomocí dotazníkového šetření se dají měřit sociologické jevy a také jejich analýza za použití matematických modelů a statistických technik. Dotazníky jsou zaslány či sděleny ústně vybrané skupině lidí. Díky této metodě je možné sesbírat velké množství dat s méně podrobnými informacemi. Tyto informace mohou být aplikovány na širší okruh lidí.

## Zkoumané jevy
- Chování – co lidé dělají, jak jednají v určitých situacích. (Je však třeba upozornit, že i když se ptáme člověka na jeho chování, dostáváme pouze zprávu o tom, co o svém chování říká on sám.)
- Víra – čemu lidé věří. Čemu přikládají důraz.
- Názory a postoje – co lidé považují za žádoucí a naopak.
- Vlastnosti – charakteristiky lidí či věcí. Patří sem i deskriptivní otázky, kterými zjišťujeme vzdělání, pohlaví, bydliště, profesi atd.
- Znalosti - jejich zkoumání je specifické pro pedagogický výzkum
- Volební preference – dotazníkové šetření je stále častěji využíváno soukromými volebními agenturami[2]

## Příprava dotazníkového šetření
Příprava dotazníkového šetření má několik kroků:
1. Formulace výzkumného problému a definování cílů výzkumu
2. Rozhodnutí o cílové populaci a výběrové metodě – stanovení reprezentativního vzorku[2]
3. Rozhodnutí o způsobu sběru dat (ústně, telefonicky, zaslání dotazníků, online, email, internetové dotazníky)[2]
4. Návrh výzkumného nástroje – dotazník, formuláře, záznamové archy[2]

### Struktura dotazníku
Úvod dotazníku obsahuje oslovení respondenta, představení organizátora výzkumu a také obecné představení tématu výzkumu. Dále by mělo následovat ujištění o anonymitě dat a uvedení způsobu, jakým s nimi budeme nakládat – např. zda slouží pouze pro výzkumné účely či na jejich základě zlepšíme produkt. Záhlaví by mělo být zakončeno instrukcemi k vyplnění dotazníku. Instrukce by se měly nacházet v pravidelných intervalech v celém dotazníku, napomáhá to udržení kontaktu s respondentem a minimalizuje to chybu špatným vyplněním dotazníku.
Následují samotné otázky. Jejich řazení bývá od jednodušších po ty složitější, případně od konkrétnějších po ty abstraktnější. Otázky mají odpovídat záměru výzkumné akce a metodologickým pravidlům formulace. Mají být uspořádány do přehledného a přirozeného celku.
Dotazník má začínat zajímavými a jednoduchými otázkami, na které respondent snadno nalezen odpověď. Další otázky mohou být méně zajímavé a již více soustředěné na samotný výzkum. Následují otázky citlivé a osobní (včetně osobních údajů) a na konec se dávají otázky choulostivé. 
Pokud pracujeme s polytomickými otázkami (mají více variant odpovědi) je nutné rozhodnout se, zda zařadím variantu nevím, či tuto možnost vůbec neuvedeme. Důvodem k tomu může být potřeba zaznamenání konkrétního názoru, ovšem ve chvíli, kdy respondent opravdu odpověď nezná a je nucen odpovědět může dojít ke zkreslení dat.
Dotazník by měl být uzavřen několika jednoduchými otázkami a poděkováním respondentovi. Mohou se zde objevit i údaje ohledně publikování výsledků šetření.

### Stanovení vzorku
Jelikož není možné zkoumat celou populaci, vybírá se tzv. reprezentativní vzorek. To je menší část skupiny, která má být zkoumána. V případě, že je vzorek vybrán dobře, dá se výsledek šetření zobecnit na celou populaci.

#### Reprezentativní vzorek
Vybrání toho správného vzorku lidí je velmi složité. Skupina vybraných lidí musí být typická pro celou populaci.
Do tohoto reprezentativního vzorku by se měl moci dostat každý. Proto je součástí reprezentativního vzorku, také vzorek náhodný. Výzkumný tým vybere část skupiny náhodně, např. tím, že každému dá číslo a každá osoba s číslem 10 je zahrnuta do výzkumu.

#### Pohodlné vzorkování
Vzorek se shání podle ochoty dotazovaných, tj. ve skupině dotazovaných je každý, kdo je ochotný zúčastnit se dotazníkového šetření. Taková metoda výběru vzorku se používá často při výzkumu sociálních skupin. Výsledky nemusejí být přesné.

### Problematické otázky
- Otázkám na citlivé téma – patří sem otázky osobní, na témata, která nejsou jednoznačně přijímaná ve společnosti. Můžeme je obejít tak, že se například ptáme na všeobecnou situaci, na to zda se s tím respondent setkal (Opisují žáci ve vaší třídě?). Další možností je uvedení většího množství odpovědí, ze kterých respondent vybere ty, které se ho týkají.
- Otázky požadující informaci – je nutné se ujistit, že respondent je nositelem dané informace. Děti například většinou nevědí tolik věcí o svých rodičích, jako je např. výška jejich platu. Respondenti mají tendenci odpovídat i na otázky, na které neumí odpovědět, a dochází ke zkreslení dat.
- Otázky operující s časem – ideální jsou otázky na současnost. Minulost si lidé nemusí pamatovat, je tedy potřeba vnímat odpovědi jako spíše orientační. Odpovědi týkající se budoucnosti lze vnímat jako zjišťující připravenost k akci.

## Typy dotazníků

### Standardizovaný
Tento typ dotazníku má pevně danou strukturu – pevně daný seznam otázek, na které respondenti odpovídají pevně danými odpověďmi ( ano/ne/ nevím x velmi pravděpodobně/ pravděpodobně/ nepravděpodobně/ velmi nepravděpodobně). Výhoda tohoto typu je,že data z těchto dotazníků mohou být snadno sečtena a porovnána. Nevýhoda standardizovaného dotazníku je omezený rozsah platnosti odpovědí. Ty mohu také být zavádějící

### Otevřené otázky
Otázky jsou vytvořeny tak, že se dotazující mohou vyjádřit svými vlastními slovy. Výzkumný tým získá podrobnější data. Výhoda otevřených otázek je, že odpovědi jsou snáze prozkoumatelné. Nevýhoda je dána velkou obtíží při statistickém porovnání dat. 

### Polostrukturovaný
V dotazníku tohoto typu se nacházejí jak standardizované otázky, tak otevřené otázky. Tento dotazník je používaný hlavně při výzkumu relevantních témat.

## Administrace dotazníků

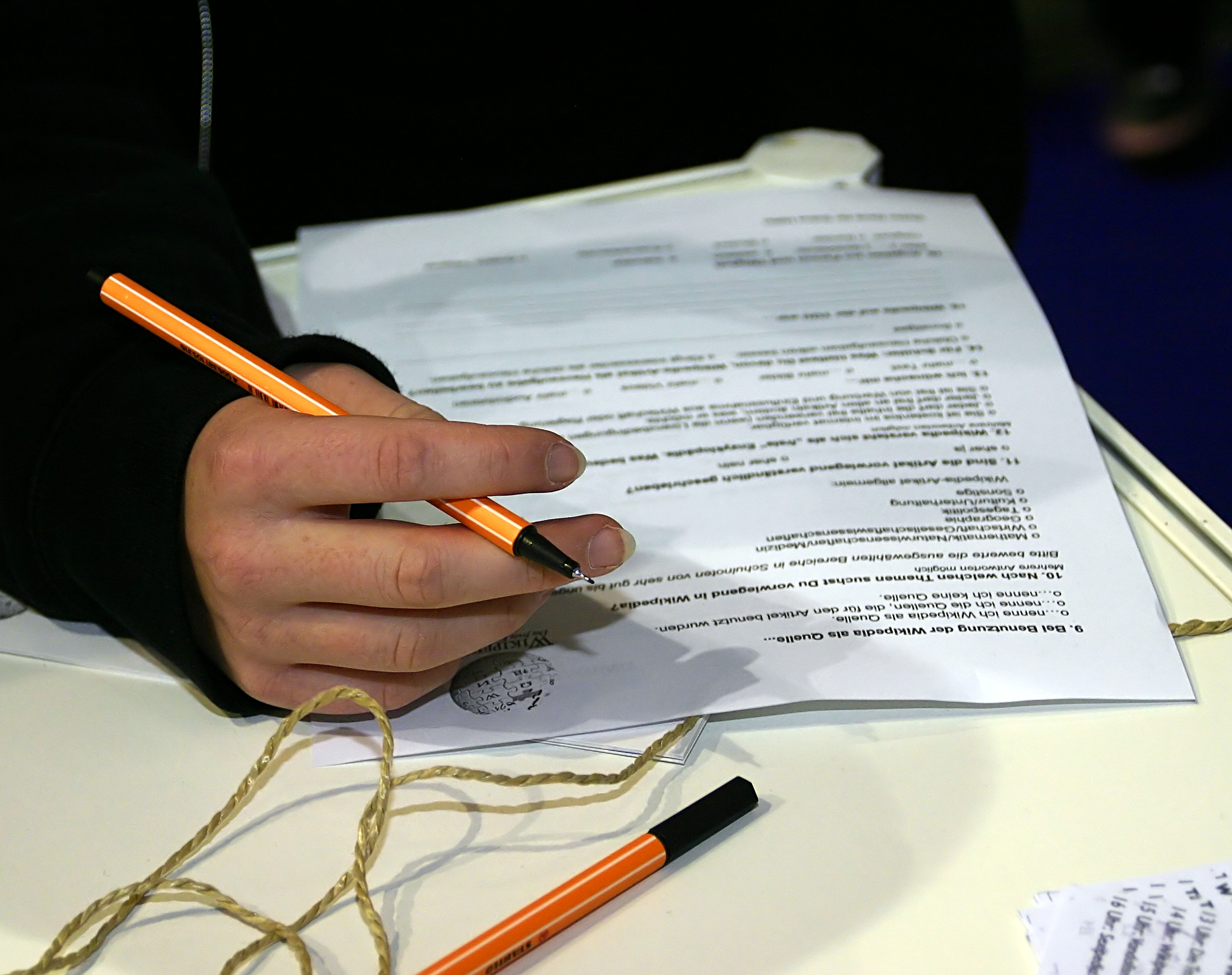
Návštěvník veletrhu YOU vyplňuje dotazník o Wikipedii

- S pomocí tazatele – jedná se o nejstarší metodu administrace. Tazatel přinese respondentovi dotazník, čeká na vyplnění, komentuje, odpovídá na otázky. Nebo předčítá znění otázek a zaznamenává odpovědi sám, především pokud jsou respondenty děti či senioři. Tento způsob je pro tazatele nejnáročnější, umožní však minimalizaci chyb (např. nepochopením otázky, špatným vyplněním). Pokud je dotazník zaznamenán do papíru jedná se o PAPI formu, pokud do elektronického zařízení jedná se o CAPI.

- Poštovní administrace – dotazníkové šetření je rozesláno respondentům poštou, ti jej vyplní a zašlou zpět. Návratnost dotazníků je menší, hrozí nebezpečí jejich ztráty. Na rozdíl od osobní administrace není možná kontrola respondenta, dotazník tedy může vyplnit jiná osoba, než bylo původně zamýšleno, čímž dojde ke zkreslení výsledků.

- Telefonické dotazování (CATI) – objevuje se spíše v komerční sféře než ve výzkumu, dotazník musí být náležitě upraven – musí být krátký, srozumitelný, ne příliš náročný.

- Dotazování přes webové rozhraní (CAWI) – Výhodou je především oslovení velké skupiny respondentů, distribuce je snadná a finančně nenáročná. Nevýhodou je, že nevíme, kdo odpovídá na otázky. Další nevýhodou může být odlišné pochopení otázky a tudíž špatně srovnatelná metodika dotazníků

## Výhody a nevýhody dotazníku
Mezi výhody dotazníkového šetření patří především nízká časová a finanční náročnost. Výzkum může být prováděn i malým počtem výzkumníků, přesto však umožní získání dat i od velkého množství lidí. Pro respondenty je důležitá relativně vysoká míra anonymity a časová nenáročnost. Výsledky jsou vysoce reprezentativní i pro zbytek populace (či specifické skupiny) a lze je statisticky zpracovat. Dotazník navíc může být použit i opakovaně pro srovnávací šetření. Odpovědi z dotazníkového šetření jdou kvantifikovat a analyzovat.
Nevýhodou dotazníků je možnost vysokého zkreslení ze strany respondentů. Respondenti sdělují pouze svůj individuální pohled na danou situaci (např. na své chování), mohou se pokusit vykreslit se v lepším světle či na otázky odpovědět lživě. Přesnost šetření je pochybná, protože je malé procento zodpovězených otázek, a tak jsou výsledky výzkumu často založeny jen na části původního vzorku. 